# Ausschreitungen 2015 in Durban
Bei Ausschreitungen im April 2015 gegen Migranten in der südafrikanischen Stadt Durban und ihrer Umgebung kam es zu Gewaltanwendungen. Sechs Menschen wurden getötet, etwa 5000 Personen wurden aus ihrem Wohnumfeld vertrieben und es entstand umfassender Sachschaden am Eigentum ausländischer Bewohner. Die in der Öffentlichkeit als fremdenfeindlich bezeichneten Übergriffe richteten sich gegen Personen, die überwiegend aus der Demokratischen Republik Kongo, einige aus Äthiopien und Malawi stammen.

## Ereignisse
Die Ausschreitungen entwickelten sich aus dem Durbaner Stadtteil Isipingo, als dort ausländische Mitbewohner attackiert worden waren, nach dem in der Folge zahlreicher Streiks einheimischer Arbeiter Personen aus deren Kreis gekündigt und mit ausländischen Arbeitern ersetzt wurden. Die Angriffe weiteten sich danach in Isipingo und in weiteren informellen Siedlungen von Durban, wie Kenville und Greenwood Park, aus. Die xenophobe Stimmung soll durch die Äußerungen des Zulu-Königs Goodwill Zwelithini auf einer Versammlung in Pongola angeheizt worden sein, der die in Südafrika lebenden afrikanischen Migranten zur Rückkehr in ihre Heimatregionen aufgefordert haben soll.
Am 13. April suchten hunderte von Personen in der Polizeistation von Chatsworth Zuflucht, als in einem Teil dieser Siedlung erneut eine massive Bedrohungslage eintrat. Unter Polizeischutz brachte man die aus ihren Beherbergungen vertriebenen Migrantenfamilien zu einem provisorischen Lager in Isipingo Beach.
Gegen diese Entwicklung formierte sich zu diesen Ereignissen im Zentrum von Durban am 14. April eine Protestdemonstration, die gegen 23 Uhr durch zivile Fahrzeuge eingeengt und von arbeitslosen Jugendlichen bedroht wurde. Die Polizei setzte zur Trennung der Konfliktparteien Mannschaften mit Wasserwerfern, Gummigeschossen und Tränengas ein. Die Genehmigung zur Protestdemonstration war zuvor von der Stadt annulliert und sollte verschoben werden, da ein sicherer Verlauf den Kommunalbehörden vorab als nicht einhaltbar schien. Am Folgetag dieses Ereignisses versammelten sich Protestierende vor der Durban City Hall, wo sich Sprecher zu den Vorfällen äußerten.
Journalisten vertreten die Auffassung, dass ähnliche die Ausschreitungen in solchen Wohngebieten aufleben können, in denen besonders ungünstige Lebensbedingungen herrschen, ungeachtet des jeweiligen regionalen Herkunftshintergrunds ihrer Bewohner.

## Kritik und Auswirkungen
Der Polizeieinsatz am 14. April in der Innenstadt von Durban wurde wegen seiner vermeintlich überzogenen Reaktion gegen die etwa 300 Demonstranten kritisiert, ebenso die Polizeireaktion am Folgetag bei der Versammlung vor der Durban City Hall.
Die Aufforderung an die Migranten zur Rückkehr in ihre afrikanischen Heimatländer animierte auch in der Provinz Gauteng Sympathisanten dieser Sichtweise zu fremdenfeindlichen Statements, erzeugte in der südafrikanischen Gesellschaft eine angeheizte Stimmung und löste darüber eine heftige Kontroverse aus.
Tausende Menschen fanden sich am 23. April 2015 zu einer Demonstration in Johannesburg ein, um für die afrikanischen Migranten ihre Unterstützung und Solidarität zu zeigen. Eine ähnliche Veranstaltung hatte bereits am 16. April in Durban stattgefunden.
Am 23. April 2015 verließen drei Busse mit simbabwischen Bürgern am Grenzübergang Beitbridge Südafrika. Die Regierung Simbabwes hatte Rückkehrwilligen hierzu kurzfristig Reisepapiere ausgestellt.
In Mosambik bewarfen Unbekannte die Fahrzeuge von Südafrikanern mit Steinen. Vor zahlreichen Botschaften Südafrikas in afrikanischen Staaten ereigneten sich Protestaktionen. In Nigeria wurden südafrikanische Firmen aufgefordert, ihre Geschäftstätigkeit zu beenden.
Nach Einschätzung von inländischen Beobachtern bilden die Äußerungen des Zulu-Königs für Südafrika politischen Explosivstoff. 21 Jahre nach dem Ende der Apartheid und der weißen Minderheitsherrschaft steht das Land vor verfestigter Armut und hoher Arbeitslosigkeit.
Der Zulu-König erklärte öffentlich, dass Aussagen seiner Rede in Pongola missverstanden wurden und verurteilte gleichzeitig die Ausschreitungen als einen „abscheulichen“ Akt. Von Mangosuthu Buthelezi erhielt er dafür öffentliche Unterstützung. Der Zulusprache kundige Beobachter meinen dagegen, dass seine Worte völlig eindeutig gewesen und gegen die Ausländer gerichtet waren.

## Entwicklung vor 1994
In vielen urbanen und konurbanen Regionen Südafrikas baute sich über mehrere Jahrzehnte eine Spannung in deren regionalen Arbeitsmärkten auf, weil die Einwohnerzahl rascher anstieg als die Zahl der benötigten Arbeitsplätze. Dabei lag der Altersdurchschnitt niedrig, viele der arbeitslosen Menschen verfügten über keine oder nur über eine geringe Bildung, was als eine direkte Auswirkung der Apartheid angesehen werden kann. Für gesamt Südafrika galt, dass von den im Jahr 1978 eingeschulten Kindern nicht alle nach 11 Jahren die Abschlussprüfungen ablegten, von den weißen Schülern erlangten 78 Prozent den Schulabschluss und bei schwarzen Schülern nur 25 Prozent. In den 1980er Jahren entstanden im offiziellen Arbeitsmarktsektor praktisch keine neuen Arbeitsplätze mehr.
Nach Untersuchungen des in Durban tätigen Forschungsinstituts Sanlam Economic Research Department hatten um 1990 in der gesamten ehemaligen Provinz Natal 75 Prozent der Jugendlichen kein reguläres Arbeitsverhältnis. Für die Zukunft Südafrikas prognostizierte 1987 der damalige Arbeitsminister, dass es im Jahr 2000 bis zu 6 Millionen Arbeitslose geben könne. Der Finanzminister von KwaZulu ging in seiner Budgetrede vor der Gesetzgebenden Versammlung seines Homelands im Mai 1991 davon aus, dass 70 Prozent der zu dieser Zeit arbeitstätigen Bevölkerung innerhalb der Wirtschaftsregion Durban im Jahr 2000 von Arbeitslosigkeit betroffen sein könnte.

## Weblink
- South African History Online: Xenophobic violence in democratic South Africa. auf www.sahistory.org.za (englisch)